# Loza Abera
Loza Abera Geinore (em amárico: ሎዛ አበራ) é uma jogadora de futebol etíope que atualmente joga no Nigd Bank da Premier League Feminina da Etiópia e na Seleção Feminina de Futebol da Etiópia como atacante.

## Vida pregressa
Ela era a terceira filha de sua família e a única jogadora do sexo feminino em seu bairro, costumava jogar futebol com times compostos principalmente por homens, tanto em jogos de futebol da escola quanto de bairro em sua cidade Durame, Loza começou a jogar futebol aos seis anos de idade. Em 2011, ela participou dos jogos All Ethiopian representando o estado regional do SNNP, torneio em que marcou sete gols. Esse tornou-se seu impulso inicial para ser notada pelos recrutadores da Seleção Feminina Etíope.

## Carreira no clube

### Etiópia
Loza Abera ingressou em seu primeiro clube profissional, o Hawassa City SC Women, em 2012. Passando dois anos no clube, ela ajudou o clube a conquistar dois terceiros lugares no campeonato, sendo a artilheira do time nas duas temporadas.
A convite do então treinador, Asrat Abate, Loza Abera ingressou no Dedebit FC Feminino (hoje extinto), onde passou quatro anos e ganhou o campeonato e o título de artilheira em todos os quatro anos. Ela terminou a temporada 2015-16 da EWPL com 47 gols durante a temporada e 10 gols na competição do playoff.
Apesar das ofertas lucrativas de várias equipes, ela prometeu a si mesma terminar o ensino médio. Ela o fez e foi para a Escola de Comércio da Universidade de Addis-Abeba, localizada na capital da Etiópia Addis Ababa, enquanto assinava contratos na área.
Loza Abera assinou com o Adama City Women no meio da temporada 2018-1919 da EWPL após uma breve passagem pela Suécia com o Kungsbaka DFF. Continuando seu sucesso em seu país natal, ela ajudou o Adama City a ganhar seu primeiro título EWPL.
Depois de seis temporadas jogando na EWPL, Loza Abera marcou mais de 200 gols e detém o recorde de mais gols na história da Liga. Em novembro de 2020, ela assinou contrato com o Nigd Bank da Premier League Feminina da Etiópia.

### Fora do país
Loza Abera teve experiências com o Antalyaspor (Turquia) e o Kungsbaka DFF (Suécia). Durante sua estadia no Kungsbaka, ela ajudou o time a conquistar um título regional e a ser promovido à primeira divisão. Porém, sua permanência no clube acabou após a temporada por motivos financeiros.
Em setembro de 2019, ela assinou com o Birkirkara FC (feminino) Feminino da Malta Women's Premier League. Ela terminou sua primeira temporada como artilheira da liga maltesa, com 30 gols em 12 partidas.

## Reconhecimento
Loza Abera foi incluída na lista das 100 Mulheres mais inspiradoras do ano, da BBC, anunciada em 23 de novembro de 2020.